# バゲット

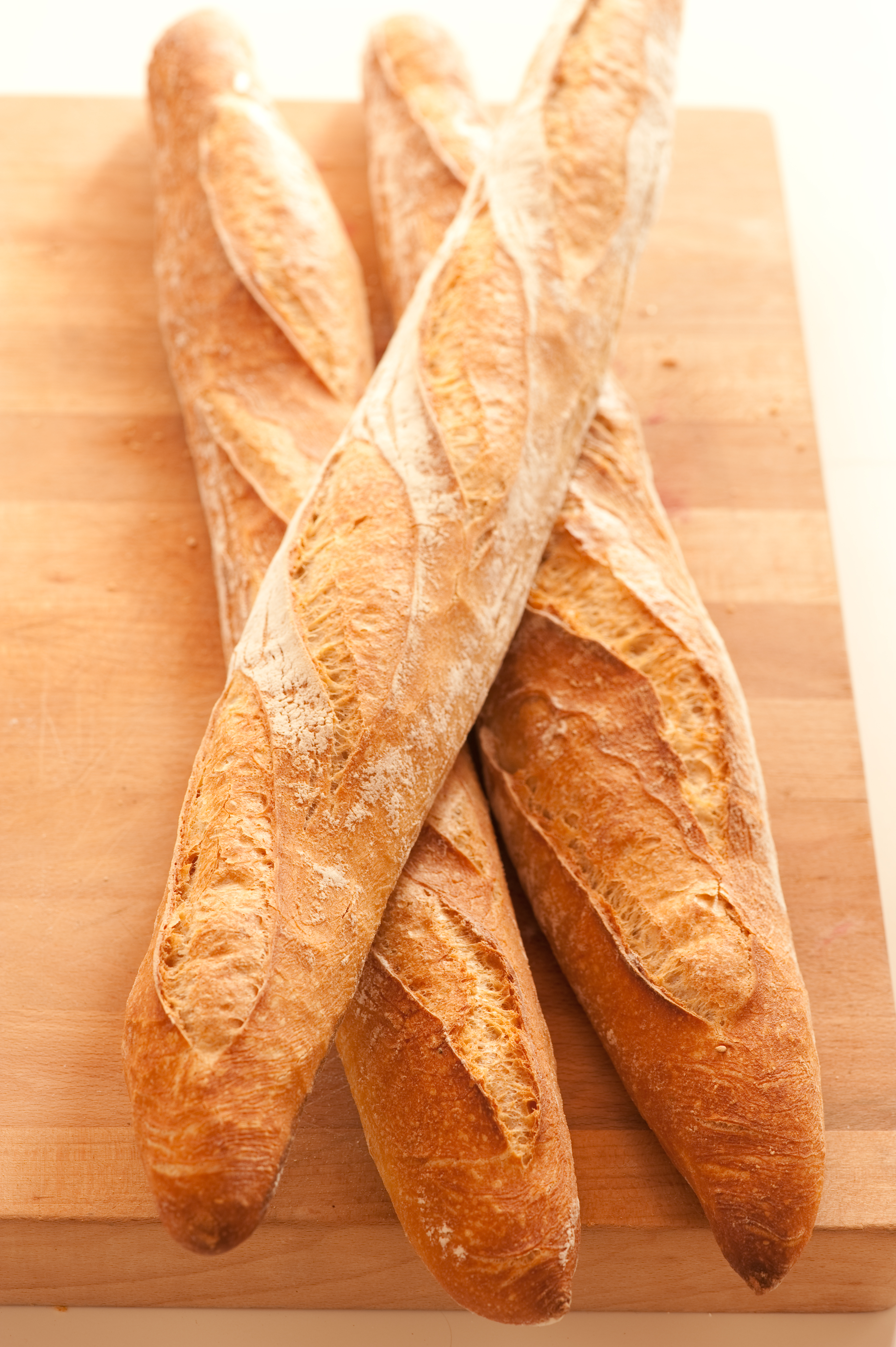
フランスを代表するパン、バゲット

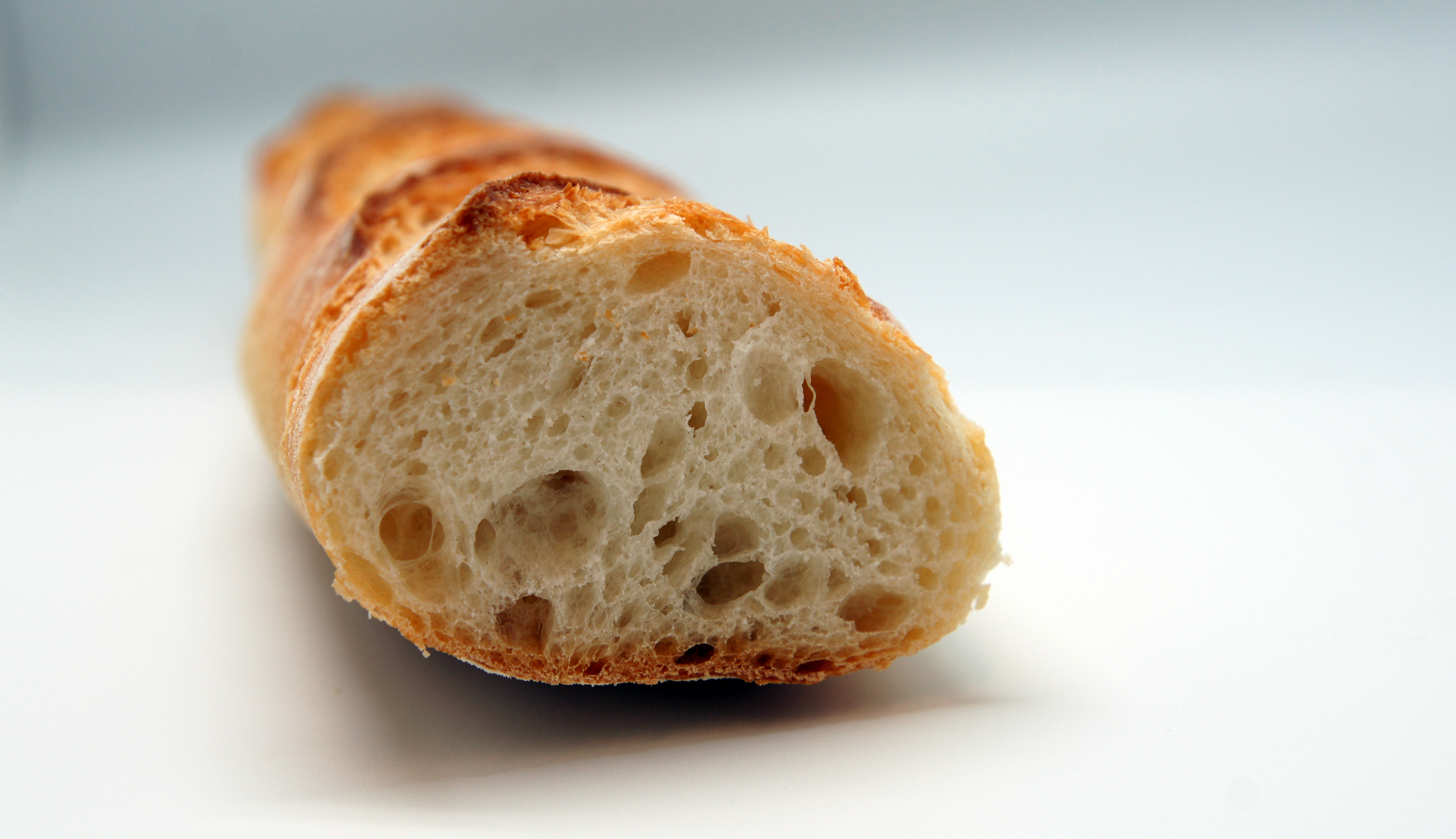
バゲットを輪切りにして直径を示す。

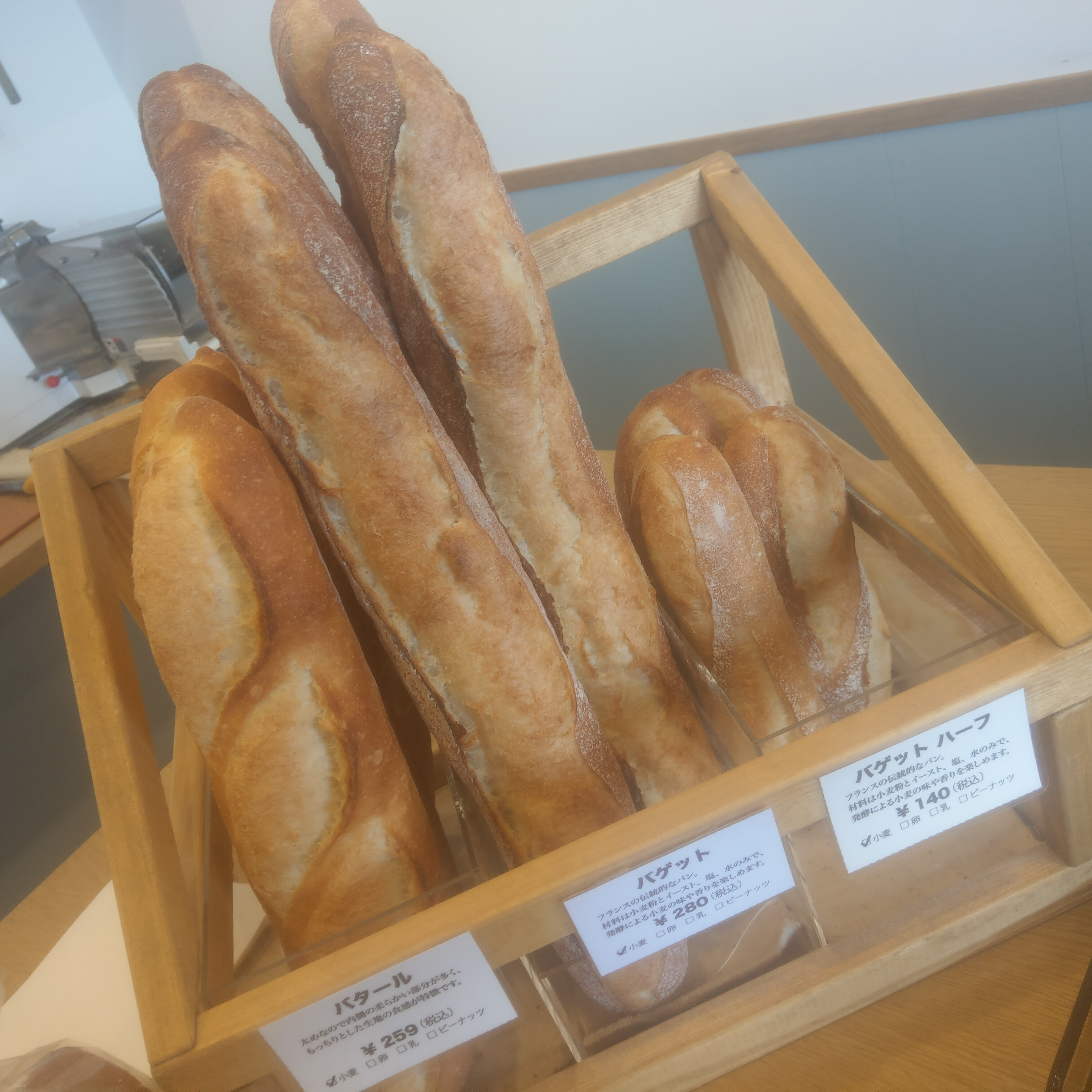
日本のパン屋では、バゲット（真ん中の2本）に加えてバタール（一番左の1本）を売っている場合が多い。

バゲット（仏: Baguette、「細い棒」「杖」などの意）は、フランスパンの一種。小麦粉と塩、水、イーストのみで作られるフランスの伝統的なパンであるパン・トラディショネル（仏: pain traditionnel）の一種である。

## 概要
パン・トラディショネルは小麦粉、塩、水、イーストのみで作られるパンの総称であるが、棒状のものを指す（棒状でないものはパン・ファンテジーと呼ばれる）。棒状であるため、皮（クラスト）の部分の面積が増え、香ばしさも増し、皮のパリパリした食感を楽しむパンでもある。パンの皮ではなく中身（クラム）を食べるパンとしてはパン・ド・ミーがあるが、パン・ド・ミーはイギリスから伝わったとされ、砂糖を使用していることが多く、フランスの伝統的な製法によるパンではない。棒状のものであっても太く短くすることで中身の部分を多くしたタイプがある（後述）。

## パン・トラディショネル
パン・トラディショネルは長さ、重さによってそれぞれ名称が異なる。

### バゲット
バゲットは「杖」「棒」の意味である。重さは350グラム、長さは65センチメートルである。
フランスを代表する食文化の一つであり、首都では1994年から5月にパリ最優秀バゲットコンクールが開かれ、優勝すると一年間、エリゼ宮殿（フランス共和国大統領官邸）御用達を務める。
2018年9月、フランスのパン屋とペイストリー製造の全国連合は、バゲットがユネスコの無形文化遺産に含まれることを望んでいると表明した。フランス国内では、「手工芸技術とバゲットの文化」については、2018年11月23日以降はフランスの無形文化遺産の目録に含まれており、2022年11月30日にユネスコの無形文化遺産に登録された。

### パリジャン
パリジャンは「パリっ子」の意味である。重さは約650グラム、長さは75センチメートル、クープ（パンの切れ目）は5本が基本である。
かつてはパリで主流のパンだったが、現在はパリでもバゲットが主流である。
パリジャンにハムとバターを挟んだサンドイッチ、ジャンボン・ブール（仏: Jambon-beurre）もパリジャンと呼ばれることがある。

### ドゥ・リーヴル
ドゥ・リーヴル（仏: deux livres）は「2リーブル」の意味で、重量が2リーブル＝2×500グラム＝1キログラムであることに由来する。

### バタール
バタール（仏: bâtard）はバゲットと小型のブールなどの大きさの中間で、重さは350グラム、長さは40センチメートルである。バゲットよりも太くて短い。
フランス語バタール（bâtard）の原義は「私生児」・「畜生！」（英語のBastard）で、なぜこう呼ばれるようになったかはっきりしないが、バタールが人気の日本ではそれは避けて、「中間」の意味がありバゲットとドゥ・リーヴルとの中間の長さ・太さであることに由来すると説明される場合が多い。
バゲットよりも中身が多いため、食感はよりもちもちとしている。フランスパンの中で日本人に最も好まれている。また、日本においてはバタールをバゲットと呼んでいることも多かった。

### フルート
フルート（仏: Flûte）は管楽器のフルートの意味である。重さは約450グラム、長さは60センチメートル。

### フィセル
フィセルは「紐」の意味である。